# CODECO

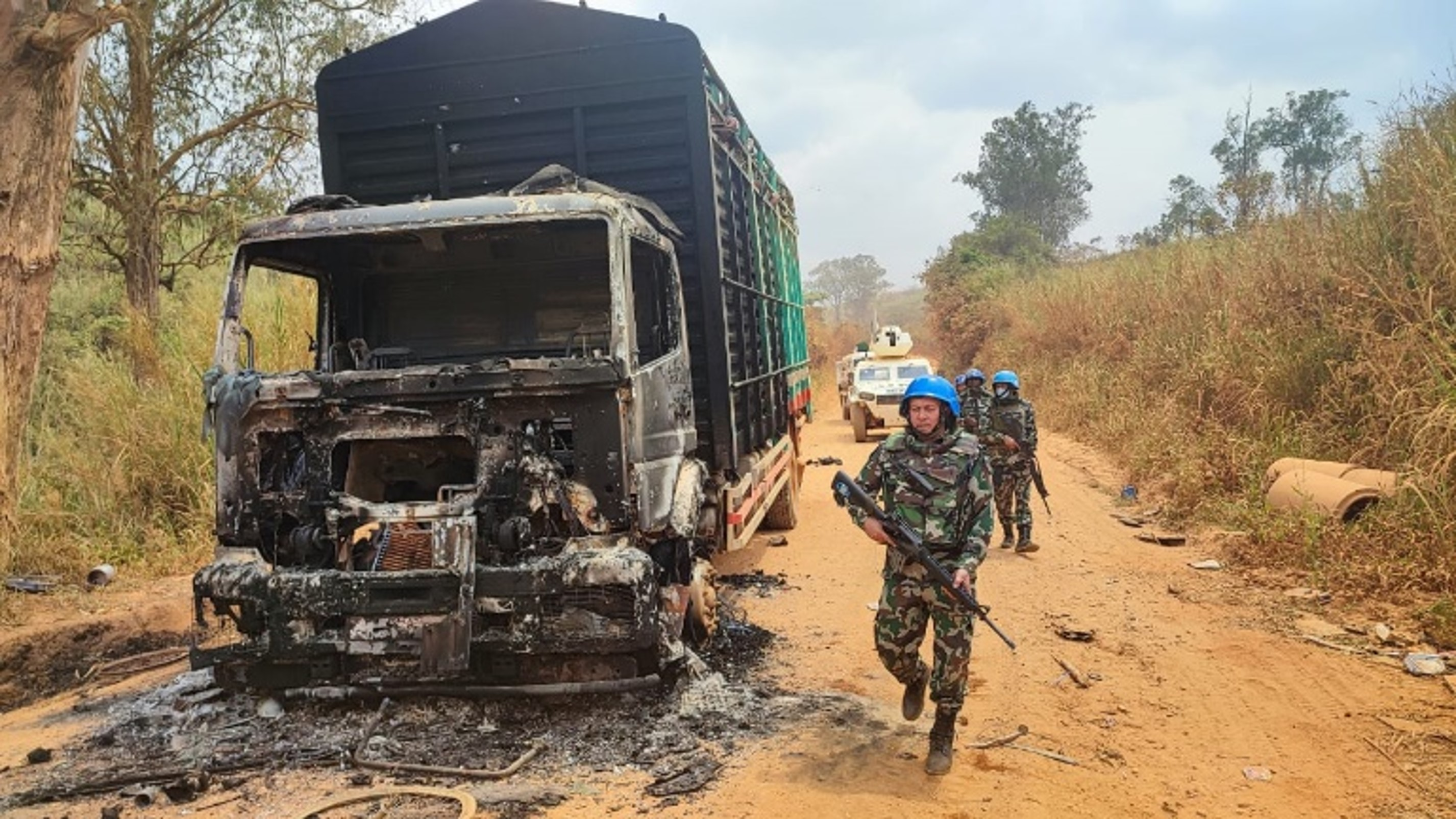
Bei einem Angriff der CODECO zerstörter Lastwagen

Die CODECO ist ein loser Zusammenschluss verschiedener Lendu-Milizen, die in der Demokratischen Republik Kongo aktiv sind. Die Bezeichnung ist eine Abkürzung des weniger bekannten vollständigen Namens der Gruppe, Cooperative for Development of the Congo, seltener auch Congo Economic Development Cooperative genannt. Ehemals als friedliche landwirtschaftliche Genossenschaft gegründet, wurde sie später in eine bewaffnete Rebellengruppe umgewandelt. Die Bewegung wurde mehrmals unter verschiedenen Führern neu organisiert und wurde in diesem Zuge mit der Zeit lockerer geordnet und weniger zusammenhängend. Mehreren der Milizen, die eine Zugehörigkeit zur CODECO beanspruchen, werden von Funktionären der Vereinten Nationen Massaker und Kriegsverbrechen vorgeworfen. Heute wird die Gruppe entweder als bewaffnete politisch-religiöse beziehungsweise politisch-militärische Sekte oder als Vereinigung von Lendu-Milizen beschrieben.
Im August 2020 erklärte die CODECO einen einseitigen Waffenstillstand. Nichtsdestotrotz verstärkte die Gruppe in den folgenden Jahren ihre Angriffe wieder. Die kongolesische Regierung reagierte auf die neuerlichen Massaker der CODECO und der ebenfalls in der Gegend operierenden islamistischen Miliz Allied Democratic Forces mit der Ausrufung des Belagerungszustands in den Provinzen Ituri und Nord-Kivu.

## Hintergrund

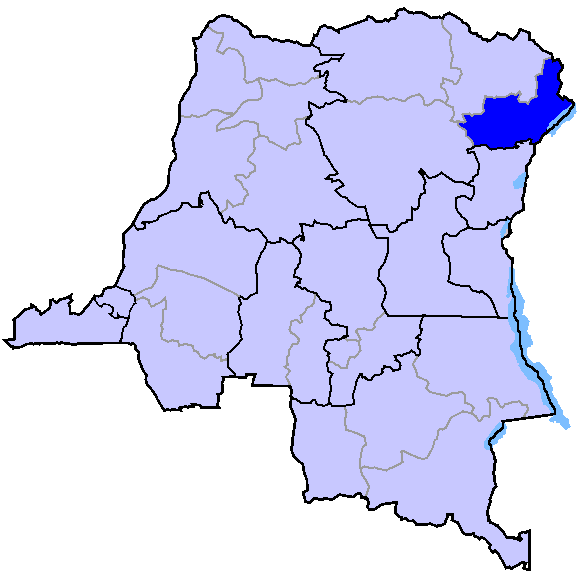
Karte der Provinz Ituri

Die Gruppe hat ihren Ursprung in den landwirtschaftlich geprägten Gemeinden der Lendu in der Provinz Ituri. Die Lendu sind eine ethnolinguistische Gruppe, die sich im Konflikt mit dem Hirtenvolk der Hema befinden. Während der belgischen Kolonialverwaltung und später auch vom zairischen Diktator Mobutu Sese Seko waren die Hema gegenüber den Lendu bevorzugt worden und hatten Privilegien erhalten, was zu Ressentiments unter den Lendu führte, die sich durch die Hema und ihre Privilegien in ihren Eigentumsrechten bedroht und durch die damalige Bildungspolitik diskriminiert fühlten. Die Hema vermieden ihrerseits großangelegte Mobilisierungen gegen die Lendu weitgehend, lösten die meisten ihrer bewaffneten Gruppen auf und galten allgemein als verhandlungsfreudiger.

## Religiöse Elemente
Heute wird die CODECO manchmal als „Kult“ oder „Sekte“ beschrieben, obschon laut dem UN-Sicherheitsrat nicht alle Fraktionen der Gruppe gläubig sind und religiöse Bräuche befolgen.
Die religiöse Seite der Gruppe, die der Sicherheitsrat auch als „CODECO-Kult“ bezeichnet, hängt einer Mischung aus christlichen und animistischen Ritualen an, die gelegentlich mit der Verehrung ihres verstorbenen ehemaligen Anführers Justin Ngudjolo einhergeht.
Einem von TRT World zitierten kongolesischen Beamten zufolge beten die Anhänger der Gruppe jeden Montag und Donnerstag und betreiben währenddessen keine Landwirtschaft, außerdem herrscht ein Verbot von bestimmten Gemüsesorten und Schweinefleisch.
Die niederländische NGO Pax erklärte, die CODECO-Bewegung beschäftige sich „diskret“ mit Mystik und Fetischismus. Darüber hinaus kam eine AFP-Recherche aus dem Jahr 2020 zu dem Schluss, dass die CODECO „zwei Gesichter“ habe – ein militärisches und ein mystisch-animistisches.
Der religiöse Teil der Gruppe wird von Ngadjole Ngabu angeführt, bekannt als „der Opferer“, welcher sich als spiritueller Führer einer dominanten Fraktion der CODECO präsentiert. Diese Position nutzt er, um Angriffe von unter seinem Kommando stehenden Kämpfern entweder zu befehlen oder zu verbieten. Zusammen mit anderen CODECO-Kämpfern traf er sich mit einer Friedensdelegation der Regierung, die von ehemaligen lokalen Warlords aus den Anfangsjahren des Konflikts angeführt wurde – was angeblich die Zahl der Massaker verringert hätte.

## Geschichte

### Gründung
Die CODECO-Bewegung wurde ursprünglich in den 1970er Jahren von Bernard Kakado im damals von Mobutu geführten Zaire als landwirtschaftliche Genossenschaft mit Sitz in Lendu gegründet, mit der Absicht, die lokale Landwirtschaft in Ituri zu fördern.[1]
Die Gruppe wurde zu einem Sprachrohr für Forderungen der Lendu, beispielsweise danach, angeblich von den Hema eingenommenes Land zurückzufordern, oder die Ausbeutung lokaler Ressourcen durch ausländische Akteure zu verhindern.

### Zweiter Kongokrieg
Während des Ituri-Konflikts zwischen 1999 und 2003 begann Bernard Kakado damit, eine bewaffnete Gruppe Lendu aufzustellen und schloss sich der Force de résistance patriotique d’Ituri (FRPI) an. Somit war die CODECO von einer landwirtschaftlichen Kooperative in eine bewaffnete Organisation umgewandelt worden.
Im Jahr 2003 gelang es der international geführten Operation Artemis, die Gewalt zwischen den Lendu- und Hema-Gruppen zu beenden und für eine Zeit lang relative Stabilität in der Region durchzusetzen, jedoch lösten sich weder die Organisation noch die verschiedenen lokalen Milizen jemals vollständig auf und horteten stattdessen Waffen.

### Rückkehr als bewaffnete Gruppe
Im Jahr 2017 gab es erneut bewaffnete Milizangriffe in Djugu, die lokale Zivilisten CODECO zuschrieben. Die kongolesischen Behörden gaben an, dass die Gruppe hinter den Angriffen von Justin Ngudjolo angeführt wurde, der begonnen hatte, den Namen CODECO zur Beschreibung seiner Miliz zu verwenden, obwohl er Verbindungen zur Nationalist and Integrationist Front hatte, einer anderen Lendu-Rebellengruppe.
Die neu organisierte CODECO wiederholte die gleichen Forderungen nach Eigentumsrechten, die die ursprüngliche Bewegung definiert hatten, stieß jedoch auf Kritik von prominenten Lendu-Persönlichkeiten. Diese warfen ihr ungerechtfertigte Gewalt und Manipulation von außen vor.

### Friedensgespräche 2019
Mitte 2019 beschuldigten die Vereinten Nationen bewaffnete Lendu-Gruppen, an Massenmorden an Hema-Zivilisten beteiligt zu sein, nannten die CODECO jedoch nicht explizit. Als Reaktion auf einen Angriff der Gruppe versprach der kongolesische Präsident Félix Tshisekedi im Juli, sie zu „eliminieren“.
Im September 2019 nahm die Gruppe Verhandlungen mit der Regionalregierung von Ituri auf, in deren Zuge sie anbot, ihre Waffen im Austausch für ein Abkommen niederzulegen, das eine Amnestie für alle Kämpfer und ein Recht auf einen Beitritt in die kongolesische Armee in ihrem aktuellen Rang oder die Integration ins zivile Leben beinhaltete. Die Regionalregierung Ituris stimmte diesen Bedingungen nicht unmittelbar zu, war jedoch zu weiteren Gesprächen mit der CODECO bereit, die von den lokalen Gemeinschaften allgemein positiv aufgenommen wurden.
Die Kämpfer der Gruppe traten daraufhin in zur Abrüstung eingerichtete Truppenunterkünfte ein. Da der Verhandlungsprozess ins Stocken geriet und die CODECO-Mitglieder schlechten Lebensbedingungen und Nahrungsmittelknappheit ausgesetzt waren, bildeten sich Fraktionen, die den Waffenstillstand ablehnten und erneut zu den Waffen griffen. Im Januar 2020 hielten sich noch mehrere hundert CODECO-Kämpfer für mehrere Wochen in einem heruntergekommenen „Transitzentrum“ auf, bevor sie ebenfalls abreisten, mit denselben Waffen, mit denen sie eingetreten waren.

### Kampagne, Spaltung und Waffenstillstand
Im Jahr 2020 führte die Gruppe, zeitgleich (wenn auch nicht unbedingt in Koordination) mit verschiedenen anderen kongolesischen Rebellen- und islamistischen Gruppen eine Reihe groß angelegter Angriffe durch, bei denen mehrere tausend Personen getötet wurden.
Die CODECO und andere Lendu-Milizen erlitten im März des Jahres mehrere Rückschläge, darunter die Ermordung ihres Anführers Ngudjolo, kehrten jedoch im April zurück in die Offensive und erlangten so die Kontrolle über verschiedene Orte im Nordosten des Kongo zurück.
Der Tod Ngudjolos ließ CODECO in verschiedene Fraktionen zersplittern. Einige dieser Fraktionen wurden beschuldigt, Gräueltaten gegen Zivilisten verübt zu haben.
In den folgenden Monaten machten Beamte der Vereinten Nationen die Gruppe für mehrere Massaker verantwortlich, die sie als „Verbrechen gegen die Menschlichkeit“ beschrieben. Der kongolesische Präsident Félix Tshisekedi appellierte, den interethnischen Konflikt im Land zu beenden, woraufhin CODECO im August 2020 einen einseitigen Waffenstillstand ankündigte.
Etwa einen Monat später drangen ca. 100 schwer bewaffnete CODECO-Kämpfer in die Stadt Bunia ein und forderten die Freilassung mehrerer Gruppenmitglieder, die in einem örtlichen Gefängnis festgehalten wurden. Die Sicherheitskräfte unternahmen keinen Versuch, die Kämpfer am Betreten der Stadt zu hindern, und eine von Reuters zitierte UN-Quelle berichtete, dass sie die Stadt unter Eskorte der kongolesischen Polizei betreten hätten. Ein Armeesprecher erklärte, es habe keinen Konflikt gegeben und die Situation sei unter Kontrolle. Er fügte hinzu, die CODECO-Kämpfer seien gekommen, um eine bessere Behandlung und die Freilassung von Gefangenen zu fordern.
Die Milizionäre kreisten das Gefängnis in Bunia ein, um auf die Freilassung ihrer Kämpfer zu drängen.
Nicht alle Fraktionen der CODECO hatten den Waffenstillstand zuvor akzeptiert. Ende Oktober schloss sich die CODECO/ALC-Fraktion mit einer anderen Rebellengruppe zusammen, um die Stadt Bunia anzugreifen. Der Angriff wurde gemeinsam von der kongolesischen Armee und der MONUSCO abgewehrt. Die MONUSCO berichtete, 33 CODECO/ALC-Kämpfer getötet und zwei Hochburgen der Rebellen erobert zu haben und beschuldigte diese, Zivilisten bedroht und Gebäude angezündet zu haben.
Am 4. November griffen Militante einen Militärposten in der Gegend von Ezekere in der Provinz Ituri an. Fünf Soldaten, darunter ein hochrangiger Militäroffizier, wurden getötet und fünf weitere schwer verletzt. Stunden später wurde von weiteren Kämpfen in nahegelegenen Bedu berichtet.

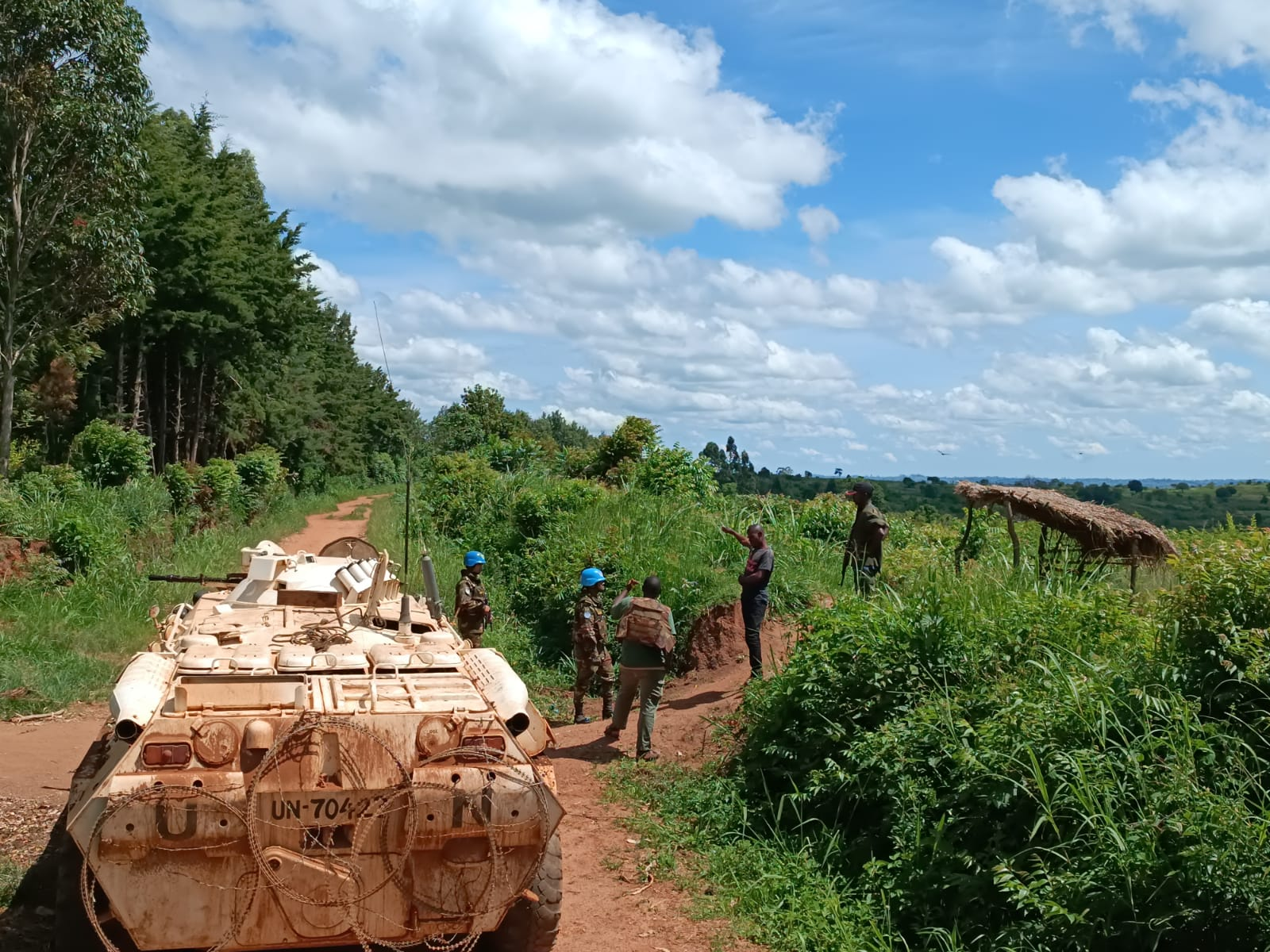
MONUSCO-Truppen bei einem Einsatz gegen CODECO-Kämpfer in Djugu, Mai 2022

Die CODECO verstärkte ihre Angriffe in den Jahren 2021–2022. Bis 2023 stieß die Gruppe immer noch mit rivalisierenden Milizen sowie dem Militär zusammen und überfiel weiterhin Dörfer. Dabei nutzten die Milizionäre die Unruhen aus, die durch die Offensive einer anderen Rebellengruppe in der Region verursacht wurden. CODECO-Milizsoldaten begingen weitere Kriegsverbrechen, darunter die Ermordung von Zivilisten und Geiseln.

### Kämpfe mit der ugandischen Armee
Im Jahr 2021 startete Uganda die Operation Shujaa und entsandte mit Zustimmung der Demokratischen Republik Kongo Truppen in die Provinzen Ituri und Nord-Kivu. Erklärtes Ziel war es, die islamistische Terrororganisation Allied Democratic Forces zu bekämpfen. Laut Ostafrikaexperten könnten jedoch auch wirtschaftliche Interessen eine führende Rolle spielen. Zeitgleich mit dem Vormarsch der paramilitärischen Bewegung 23. März (M23) in Nord-Kivu weitete auch die ugandische Armee ihre Aktivitäten weiter nach Süden aus. Im Februar erklärte Uganda, es habe die Kontrolle über die Sicherheit in Bunia, der etwa 40 Kilometer von der ugandischen Grenze entfernt liegenden Hauptstadt der Provinz Ituri, übernommen, um die „tödliche Gewalt bewaffneter Gruppen“ zu stoppen. Im März 2025 kam es zu Kämpfen zwischen der CODECO, die eine Allianz mit den Allied Democratic Forces geschlossen hat, und der ugandischen Armee. Letzterer zufolge wurde am 19. und 20. März einer ihrer Außenposten im Ort Fataki von CODECO-Kämpfern angegriffen. Gemäß dem ugandischen Militärsprecher wurden 242 Milizionäre und ein eigener Soldat getötet, gemäß einem Sprecher der CODECO wurden nur zwei ihrer Soldaten getötet. Der niedrigen Zahl Opfer auf Seiten der ugandischen Armee wurde zudem widersprochen.

## Fraktionen und Splittergruppen
Obwohl die CODECO von Anfang an eine dezentralisierte Organisation war, bildeten sich im Laufe der Zeit immer wieder Fraktionen. Einige dieser Fraktionen spalteten sich vollständig von der CODECO ab, hauptsächlich im Jahr 2020, nachdem ihr Anführer bei einer Kampagne ums Leben kam und ein Waffenstillstand ausgerufen wurde. Der Bericht des UNSC-Sicherheitsrats stellte fest, dass trotz des Waffenstillstands und der gemeinsamen Bemühungen ehemaliger Kombattanten zur Demobilisierung der Kämpfer der Gruppe mehrere Fraktionen bis Dezember 2020 weiter aktiv waren. Nur „einzelne“ Kämpfer der CODECO hätten tatsächlich Friedensabkommen mit der Regierung unterzeichnet.
Die folgende, unvollständige Liste beinhaltet einige der bedeutenden Fraktionen und Splitterbewegungen, die innerhalb der CODECO existieren oder sich von dieser abgespalten haben:
- Union of Revolutionaries for the Defence of the Congolese People (URPDC) – am 19. September 2018 gegründet. Die URPDC ist eine Splittergruppe, die zunächst Teil der CODECO war, diese aber später ablehnte. Die kongolesischen Behörden weigern sich, diese neue Gruppe anzuerkennen und betrachten sie stattdessen als Erweiterung der CODECO.[1] Die Gruppe wird seit Ende März 2020 von Charité Nguna Kiza geführt und folgt im Allgemeinen, mit Ausnahme bestimmter interner Fraktionen, der Mischung aus animistischem und christlichem Glauben der CODECO. Die URPDC unterzeichnete das einseitige Waffenstillstandsabkommen am 1. August 2020. Laut dem UN-Sicherheitsrat setzt die Gruppe Kindersoldaten ein, bestreitet dies jedoch. Sie arbeitete bereits mit der CODECO/ALC zusammen.[11]
- CODECO /  Alliance for the Liberation of the Congo (CODECO/ALC) – die erste Fraktion, die am 15. Juli 2020 das einseitige Waffenstillstandsabkommen unterzeichnete. Nach den Ereignissen in Bunia nahm sie den Kampf gegen die kongolesische Regierung wieder auf, um sich am 17. November desselben Jahres wieder dem Friedensprozess anzuschließen. Der Anführer der CODECO/ALC ist Justin Maki Gesi. Die Gruppe hat bereits mit der URPDC zusammen agiert und wird ebenfalls beschuldigt, Kindersoldaten einzusetzen.[11][19]
- Sambaza (Swahili für 'sich zerstreuen') – eine CODECO-Fraktion, die den Entwaffnungsprozess desillusioniert abbrach und Anfang 2020 den Kampf gegen die Regierung wieder aufnahm. Sie wird beschuldigt, Gewalt gegen Zivilisten ausgeübt zu haben.[9]